# Rothia martha
Rothia martha là một loài bướm đêm trong họ Noctuidae.